# Reprezentacja Korei Południowej na Mistrzostwach Świata w Narciarstwie Klasycznym 2007
Reprezentacja Korei Południowej na Mistrzostwach Świata w Narciarstwie Klasycznym 2007 liczyła 6 sportowców. Najlepszym wynikiem było 23. miejsce Choi Yong-jik w skokach narciarskich na dużej skoczni.

## Medale

### Złote medale
Brak

### Srebrne medale
Brak

### Brązowe medale
Brak

## Wyniki

### Biegi narciarskie mężczyzn
Sprint
- Kim Hak-jin - 55. miejsce

Bieg na 15 km
- Kim Hak-jin - 63. miejsce
- Jung Eui-myung - 64. miejsce

### Biegi narciarskie kobiet
Bieg na 10 km
- Lee Chae-won - 51. miejsce

### Skoki narciarskie
Normalna skocznia indywidualnie HS 100
- Choi Heung-chul - 28. miejsce
- Choi Yong-jik - 44. miejsce

Duża skocznia indywidualnie HS 134
- Choi Yong-jik - 23. miejsce